# Jenne Langhout
Jenne Langhout   (Jakarta, 27 de setembre de 1918 - Hilversum, 29 de març de 2010) va ser un jugador d'hoquei sobre herba neerlandès que va competir durant les dècades de 1940 i 1950.
El 1948 va prendre part en els Jocs Olímpics de Londres, on va guanyar la medalla de bronze com a membre de l'equip neerlandès en la competició d'hoquei sobre herba. El 1944 guanyà la lliga neerlandesa.